# Sorry for Party Rocking (singolo)
Sorry for Party Rocking è il quarto singolo estratto dall'album dal titolo omonimo del duo musicale LMFAO.
Il singolo è stato estratto il 4 novembre 2011 per via delle forti vendite digitali. In Francia il singolo ha venduto 36.000 coppie.

## Tracce

### Standard Edition
1. Sorry for Party Rocking – 3:24

### Sorry for Party Rocking (The Remixes)
1. Sorry for Party Rocking (R3hab Remix) – 5:12
2. Sorry for Party Rocking (Nash & Silcox Remix) – 5:04
3. Sorry for Party Rocking (Gigi Barocco Remix) – 4:39
4. Sorry for Party Rocking (D'Anconia Remix) – 3:31
5. Sorry for Party Rocking (Wolfgang Gartner Remix) – 5:37
6. Sorry for Party Rocking (Ricky Luna Remix) – 5:08

Durata totale: 29:11

## Il video
Inizialmente il gruppo aveva pubblicato tramite il proprio canale VEVO un video live della canzone al Walmart Soundcheck come videoclip per il brano, però poi Redfoo (membro del duo) in un'intervista sfatò questa diceria annunciando che il gruppo stava lavorando sul video musicale e che sarebbe stato pubblicato di lì a poco.
Il videoclip ufficiale è stato pubblicato il 22 febbraio 2012 sul canale VEVO del gruppo e si apre con il brano Sexy and I Know It come musica di sottofondo.
Dopo i crediti iniziali del video, si possono vedere due anziani, marito e moglie, che si lamentano per la musica troppo alta. L'uomo, infuriato, si reca alla casa che ospita il party per rimproverare i ragazzi che non vogliono smettere di festeggiare; tuttavia, alla domanda "adesso cosa avete da dire a vostra discolpa?", tutti quanti rispondono intonando la frase ricorrente del brano "sorry for party rocking!" (un'ironica scusa traducibile in italiano con "scusateci se abbiamo fatto festa eccessivamente"), dando inizio alla canzone.
Durante la maggior parte del videoclip si può vedere Redfoo divertirsi ballando, bevendo a dismisura e venendo continuamente interrotto da vari arrivi, tra i quali quello di dei poliziotti (avvisati dal vicino di casa) in compagnia di un ladro, un netturbino urbano ed altri.
Durante la strofa di Sky Blu (unica parte del video in cui compare), lo si può vedere mentre rappa all'interno di una "limousine" guidata dalla cantante Chelsea Korka (ex-membro delle Pussycat Dolls).
Verso la fine del video si vede Redfoo che sviene per aver "fatto festa eccessivamente". Successivamente viene trasportato mediante una barella fuori dall'edificio dove era in corso la festa e, nell'essere trasportato, lascia cadere il suo telefono cellulare per terra. Il cellulare sarà poi raccolto da un uomo che, ascoltando Party Rock Anthem, esce di scena.
Il video si ricollega perfettamente al videoclip di Party Rock Anthem (brano pubblicato in precedenza dal duo), difatti, l'uomo che raccoglie il cellulare di Redfoo è lo stesso che si vede all'inizio del video di Party Rock Anthem mentre ascolta il brano con il telefono (di Redfoo). Inoltre, alla fine del video di Sorry for Party Rocking, si può vedere Redfoo essere trasportato su di una barella dentro ad un'ambulanza, mentre il video di Party Rock Anthem si apre con i membri del duo che si risvegliano dopo aver subito un forte trauma in seguito ad una festa.
Il video ha ottenuto la certificazione Vevo, con più di 625.000.000 visualizzazioni su youtube.

## Classifiche e vendite
| Classifica (2011)              | Posizione massima |
| ------------------------------ | ----------------- |
| Australia                      | 32                |
| Austria                        | 22                |
| Belgio (Fiandre)               | 15                |
| Belgio (Fiandre) (Dance song)  | 13                |
| Belgio (Vallonia)              | 8                 |
| Belgio (Vallonia) (Dance song) | 1                 |
| Canada                         | 31                |
| Corea del Sud                  | 19                |
| Finlandia                      | 18                |
| Francia                        | 16                |
| Honduras                       | 7                 |
| Irlanda                        | 20                |
| Italia                         | 76                |
| Lussemburgo                    | 6                 |
| Nuova Zelanda                  | 27                |
| Paesi Bassi                    | 35                |
| Paesi Bassi (Dance)            | 6                 |
| Portogallo                     | 17                |
| Regno Unito                    | 23                |
| Regno Unito (Dance)            | 5                 |
| Repubblica Ceca                | 51                |
| Scozia                         | 17                |
| Slovacchia                     | 40                |
| Spagna                         | 48                |
| Stati Uniti                    | 49                |
| Stati Uniti (Dance)            | 32                |
| Stati Uniti (Latin Pop)        | 39                |
| Stati Uniti (Pop)              | 19                |
| Stati Uniti (Rhythmic)         | 36                |
| Svizzera                       | 43                |
| Ungheria                       | 20                |

### Classifiche di fine anno
| Classifica (2012) | Posizione |
| ----------------- | --------- |
| Canada            | 91        |
| Francia           | 100       |

| Unità vendute                              |
| ------------------------------------------ |
| - Corea del Sud 1.080.000 - Francia 36.000 |

## Curiosità
- Il video del brano non è il sequel del videoclip di Champagne Showers (come si potrebbe ipotizzare), bensì il prequel del videoclip di Party Rock Anthem.